# Vaso canopo

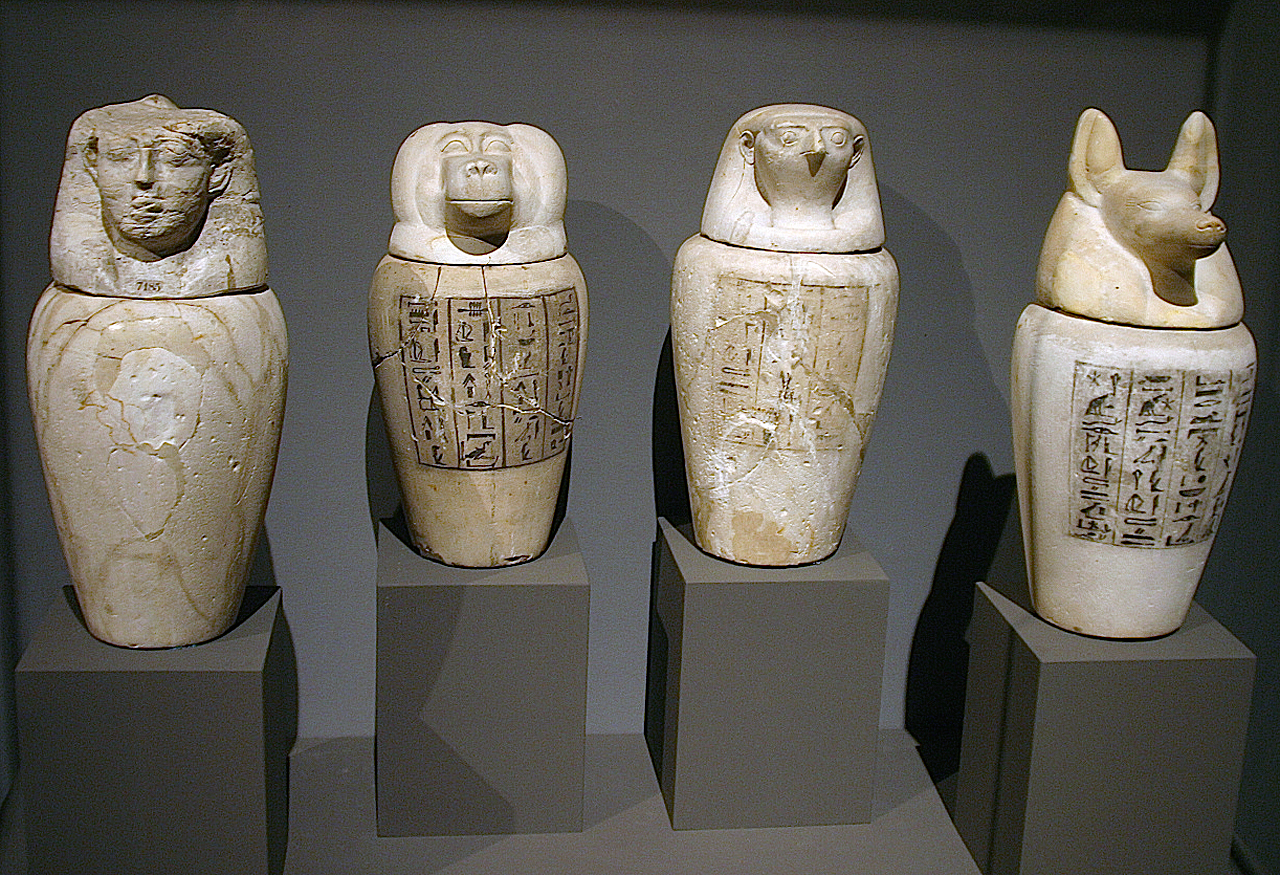
Los cuatro vasos canopos. Dinastía XIX. Museo de Berlín.

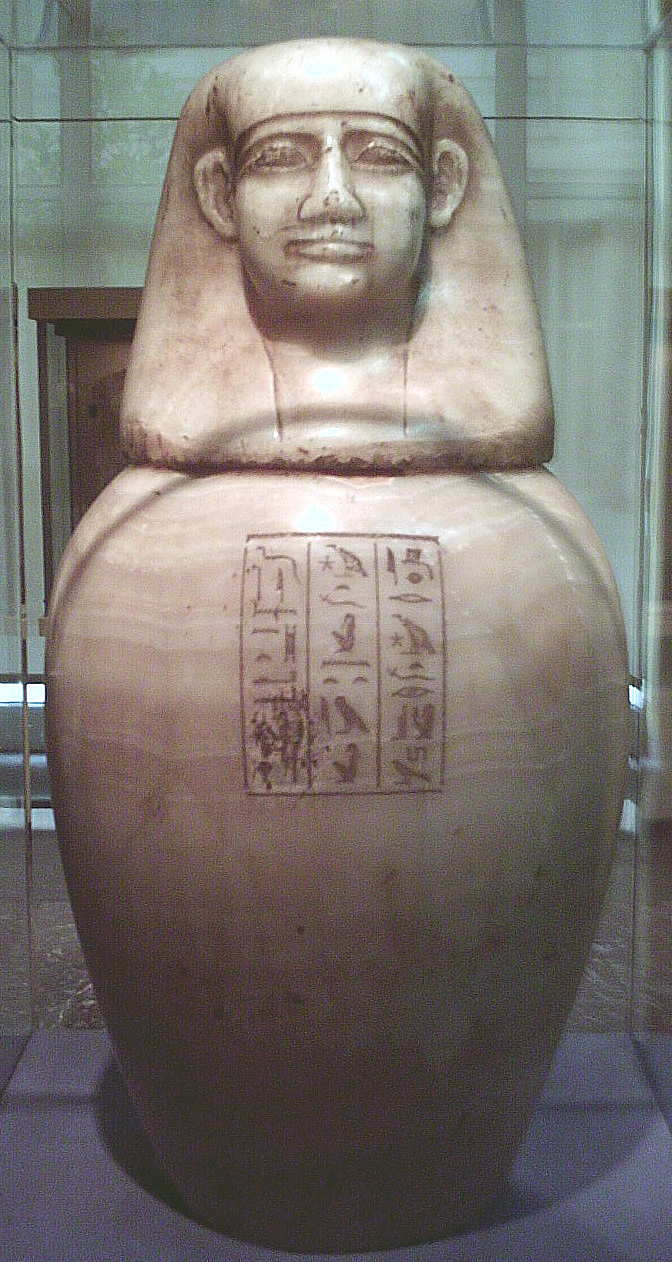
Vaso canopo de Mnevis, Dinastía XXVI. M.A.N.

Vaso canopo o vaso canope es el recipiente empleado en el Antiguo Egipto donde se depositaban las vísceras de los difuntos, lavadas y embalsamadas, para mantener a salvo la imagen unitaria del cuerpo. Estos vasos se introducían en una caja de madera, o caja canópica, que, durante el cortejo fúnebre, era transportada en un trineo.
«Canopo» es una palabra de origen griego, proveniente del nombre de la ciudad donde falleció Canope, el piloto de Menelao. En la ciudad de Canopus, cercana a Alejandría, el dios Osiris fue representado con forma de una vasija con cabeza antropomórfica. La denominación de vasos canopos es fruto de un error, pues fueron asociados por los primeros arqueólogos con este tipo de recipientes que poseían tapas con forma de cabeza humana, hallados en la ciudad de Canopus, en el Bajo Egipto, aunque no había ninguna relación entre ellos.
Al principio, desde su aparición durante la VI Dinastía, se cerraban con una losa plana pero a principios del Imperio Nuevo el tapón adquirió la forma de la cabeza del difunto y ya desde finales, en época ramésida, la de la cabeza de cada uno de los genios que protegían el funcionamiento del órgano en el cuerpo vivo. Llamados Hijos de Horus, protegían su contenido de la destrucción. Las divinidades representadas eran:
- Amset: vasija con tapa en forma de cabeza humana, que guarda el hígado.
- Hapy: vasija con tapa en forma de cabeza de papión (babuino), donde se depositaban los pulmones.
- Kebeshenuef: vasija con tapa en forma de cabeza de halcón, que contenía los intestinos.
- Duamutef: vasija con tapa en forma de chacal, con el estómago del difunto.

Cada vaso estaba protegido en la tumba por una diosa titular —Isis, Neftis, Selkis y Neit, respectivamente— y debía estar orientado de manera ritual hacia uno de los puntos cardinales: el hígado al Sur, los pulmones al norte, los intestinos al oeste y el estómago al Este.	
Los egipcios creían que si no los guardaban bien el difunto no reviviría en la otra vida.